# Clonophoromyces
Clonophoromyces — рід грибів родини Laboulbeniaceae. Назва вперше опублікована 1931 року.

## Класифікація
До роду Clonophoromyces відносять 2 види:
- Clonophoromyces grenadinus
- Clonophoromyces nipponicus